# Doradca scenariuszowy
Doradca scenariuszowy (ang. script advisor, script doctor), konsultant scenariuszowy (ang. script consultant), script doctor – zewnętrzny ekspert opracowujący scenariusz filmowy. Zadaniem script doctora jest opracowanie ostatecznej wersji scenariusza, rozwiązywanie problemów związanych z kłopotliwymi i sprawiającymi szczególną trudność fragmentami. Ma on zidentyfikować w tekście słabe punkty i wątpliwe rozwiązania oraz odkrywać niewykorzystane możliwości. Wnosi wkład w ostateczny kształt scenariusza, ale nie jest autorem, lecz doradcą pomagającym ulepszyć ostateczną wersję. Doradcą scenariuszowym zostaje zazwyczaj doświadczony scenarzysta.
Script doctor musi znać zasady tworzenia scenariusza, posiadać wiedzę dramaturgiczną niezbędną do konstruowania fabuły, mieć umiejętność wykonania adaptacji dzieła literackiego na scenariusz filmowy i rozumieć ideę danego filmu, dostosowując się do niej podczas pracy. Ekspert ma przeprowadzić analizę tworzonego scenariusza.
Do zadań doradcy scenariuszowego należy wyszukiwanie pomysłów wątków fabuły, połączone z umiejętnością wyszukiwania rzeczywistych wydarzeń, dokumentów lub historii, które może wpleść do scenariusza. Jeśli zachodzi taka potrzeba, może połączyć funkcje poszczególnych postaci, połączyć lub rozdzielić role. Może przenieść akcję w inne miejsca, usunąć ze scenariusza elementy i wątki o małym znaczeniu. W swojej pracy musi zachować dystans do opracowywanego scenariusza i konsultować zmiany ze zleceniodawcą (głównym autorem scenariusza, producentem) i wykazywać dbałość o zgodność przyjętych rozwiązań z obowiązującym prawem autorskim.
Script doctoring jest zawodem elitarnym. Zajmują się nim także uznani reżyserzy i scenarzyści, a nawet laureaci Oscarów: David Koepp, John Logan, Aaron Sorkin, Steve Zaillian, Robert Towne, Ben Hecht, czy Quentin Tarantino.